# Milton Adolphus
Irving Milton Adolphus (The Bronx, 27 gennaio 1913 – Harwich, 16 agosto 1988) è stato un pianista e compositore statunitense.

## Biografia
Nato nel Bronx, a New York, ed educato all'Università Yale, le sue composizioni classiche comprendono oltre 200 opere orchestrali, vocali e da camera, tra cui 13 sinfonie e 35 quartetti d'archi (di cui uno non numerato). Nel 1935 si trasferì a Filadelfia dove studiò composizione con Rosario Scalero. Fu anche membro fondatore dell'American Composers Alliance (di cui Aaron Copland fu il primo presidente), fu profondamente impegnato con il Curtis Institute of Music, membro del consiglio di amministrazione della League of Composers, Direttore del Philadelphia Music Center e attivo nel movimento per i diritti civili degli Stati Uniti. Sposò Elena Watnik (1913-2005) e ebbe un figlio, Stephen Harris Adolphus.
Fu nominato direttore del Philadelphia Music Center nel 1936 e nel 1938 si trasferì a Harrisburg, in Pennsylvania, dove lavorò per il Dipartimento del lavoro e dell'industria del Commonwealth della Pennsylvania fino al suo ritiro a West Harwich, dove organizzò l'Chatham Unitarian Universalist Fellowship.
Morì a Harwich, Massachusetts, il 16 agosto 1988.

## Jazz
Durante gli anni '20 e gli inizi degli anni '30, Adolphus suonò con molte jazz band e orchestre nel giro del vaudeville nelle Catskill Mountains di New York e nella città di New York, tra cui Irving "Ving" Merlin, con il quale ha composto I Can't Believe It. nel 1931. Durante gli anni '30 fu arrangiatore della Casa Loma Orchestra di Glen Gray e arrangiò la loro sigla Smoke Rings.
La BMI Foundation assegna il Milton Adolphus Award, che viene assegnato ogni anno alla LaGuardia High School for Performing Arts di New York City ad uno studente per l'eccellenza nell'improvvisazione jazz.

## Composizioni
- Sinfonia n.  8, in si minore (1936)
- Adagio per solo violino, violoncello solo e sinfonietta, Op.42
- Birthday Suite per piano, Op.87
- Bitter Suite per oboe, 4 clarinetti e archi, Op.98 (1955)
- Bouncettino per viola, Op.78 (1944)
- Cape Cod Suite, Op.200
- David's Dream, Aberration per orchestra, Op.149
- Dream World per piano, Op.90
- Elegy, Op.46
- Elegy per clarinetto, corno, violino, viola e violoncello, Op.81
- Faith, Un Oratorio, Op.123
- Five Vignettes per Piano, Op.94
- Four Poems
- Improvisation per viola e piano, Op.61 (1937)
- Interlude per violoncello e orchestra da camera, Op.96
- Lilacs per voce media con clarinetto e piano, Op.95 (1982)
- "Opus 93" per clarinetto e piano, Op.93
- "Opus 99" per flauto (o clarinetto) e piano, Op.99
- Petits Fours per violoncello e piano (1960)
- Prelude and Allegro per orchestra d'archi, Op.51
- Septet, Op.39
- Septet in Fa diesis minore per oboe (o flauto), 3 violini, 2 viole, 1 violoncello, Op.39a
- Song of the aircraft warning corps (1943)
- Ottetto d'archi n. 2, Op.175
- Quartetto d'Archi n. 8 in E Minor, Op.41
- Quartetto d'Archi n. 10, Op.45
- Quartetto d'Archi n. 13, Op.63
- Quartetto d'Archi n. 14, Op.65
- Quartetto d'Archi n. 15, Op.67
- Quartetto d'Archi n. 16 "Indian", Op.69
- Quartetto d'Archi n. 17, Op.70
- Quartetto d'Archi n. 18, Op.72
- Quartetto d'Archi n. 20, Op.80
- Quartetto d'Archi n. 21 "In Ancient Style", Op.84
- Quartetto d'Archi n. 23, Op.91
- Suite per orchestra d'archi
- Suite n. 2 per orchestra
- Tribach per flauto, clarinetto e piano, Op.101
- Trio Prosaico per violino, corno e piano, Op.147
- Ulalume, Op.39b
- War Sketches
- Quartetto di fiati, Op.20

## Registrazioni
Poche registrazioni di Adolphus sono attualmente disponibili; tuttavia, Adolphus/Pisk/Gerschefski/McBride, un album di Composers Recordings, Inc. del 1965, registrato dalla National Polish Radio Symphony Orchestra, è stato ristampato nel 2010 da New World Records e contiene Elegy di Adolphus (1936). Inoltre, molti spartiti possono essere ordinati dal servizio di ristampa American Composers Alliance.